# Pronophaea natalica
Pronophaea natalica is een spinnensoort uit de familie van de loopspinnen (Corinnidae).
De wetenschappelijke naam van de soort werd in 1897 gepubliceerd door Eugène Simon.

## Synoniemen
- Medmassa nitida Lawrence, 1937